# Brigitte Morello
Brigida Morello Zancano, O.M.I., rodným jménem Brigida Morello, řeholním jménem Brigida od Ježíše (17. června 1610 San Michele di Pagana – 3. září 1679 Piacenza) byla italská římskokatolická řeholnice, zakladatelka a členka kongregace Sester uršulinek Panny Marie Neposkvrněné. Katolická církev ji uctívá jako blahoslavenou.

## Život
Narodila se dne 17. března 1610 v San Michele di Pagana, části obce Rapallo, jako šesté z jedenácti dětí. Jejími rodiči byli Nicolò Morello a Livinia Borzese.
Dne 14. října 1633 se provdala za Mattea Zancana z Cremony, se kterým se přestěhovala do Salsomaggiore, kde s ním plánovala společný život. Její manžel však dne 11. listopadu 1637 zemřel. Po ovdovění složila soukromý slib cudnosti a snažila se vstoupit do ženské větve Řádu menších bratří, avšak nebyla do řádu přijata.
V roce 1640 se stala se studentkou u jezuitů v Piacenze, kam se přestěhovala. Po domluvě se svým zpovědníkem sepsala v letech 1642–1645 deník o svém duchovním životě.
V září roku 1646 začala ve svém domě shromažďovat pod patrociniem sv. Uršuly skupinu žen, čímž položila základy nové ženské řeholní kongregace Sester uršulinek Panny Marie Neposkvrněné, kterou 17. února 1649 založila a se svými společnicemi v ní složila své řeholní sliby. Přijala řeholní jméno Brigida od Ježíše. Jí založená kongregace má za cíl výchovu dívek. Oddala se stavu neustálého pokání a charitativních prací ve prospěch druhých a podporovala stejné hodnoty mezi svými společnicemi. Zpočátku nebyla zvolena generální představenou své kongregace, což se stalo až roku 1665. V úřadu pak byla znovu potvrzena v letech 1670 a 1675.
Zemřela dne 3. září 1679 v Piacenze.

## Úcta
Její beatifikační proces započal dne 31. května 1971, čímž obdržela titul služebnice Boží. Dne 29. dubna 1980 ji papež sv. Jan Pavel II. podepsáním dekretu o jejích hrdinských ctnostech prohlásil za ctihodnou. Dne 18. prosince 1997 byl uznán zázrak na její přímluvu, potřebný pro její blahořečení.
Blahořečena pak byla dne 15. března 1998 na Svatopetrském náměstí papežem sv. Janem Pavlem II.
Její památka je připomínána 3. září. Bývá zobrazována v řeholním oděvu. Je patronkou jí založené kongregace.